# Stauwehr Granite Reef

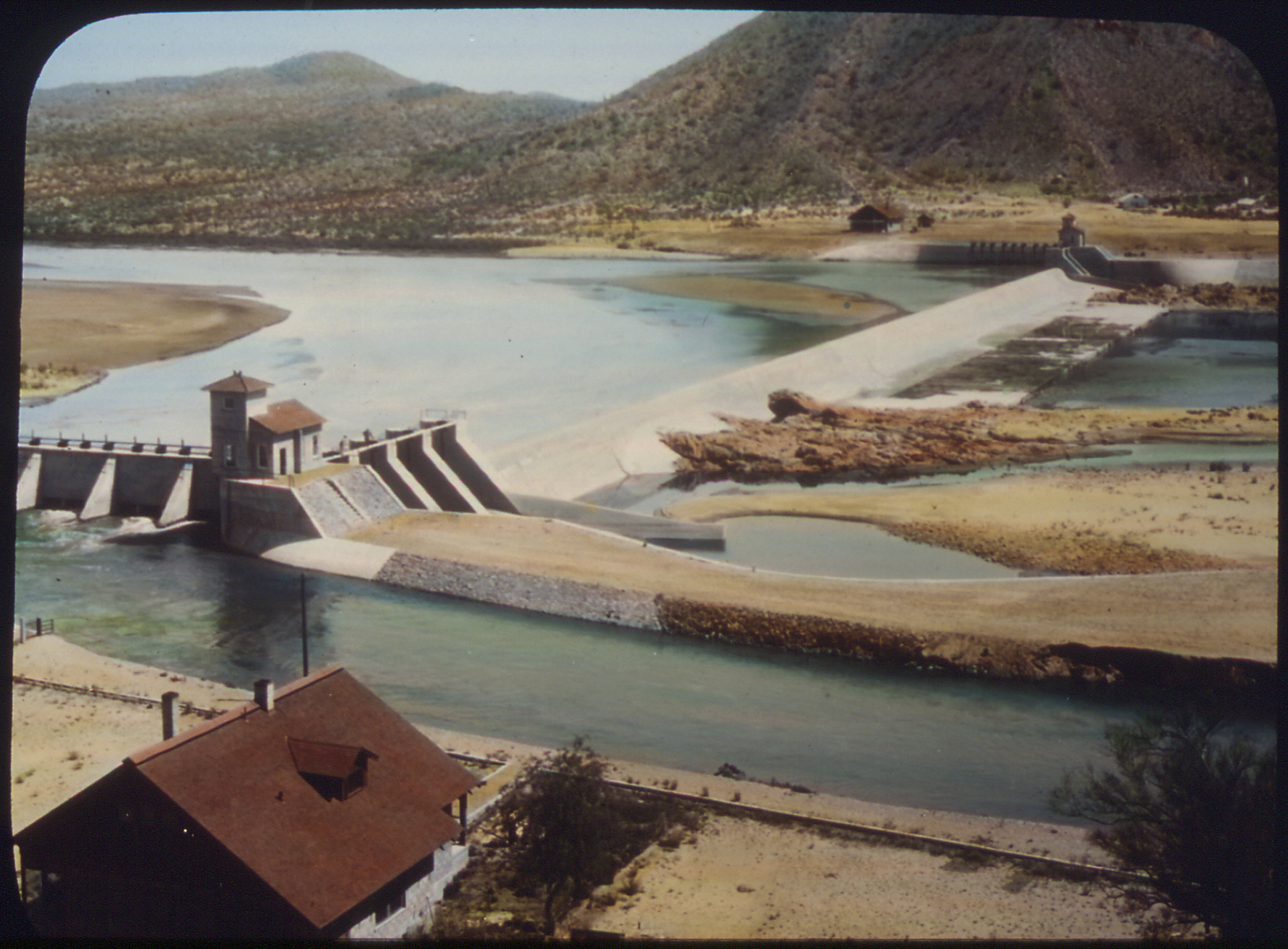
Das Stauwehr Granite Reef

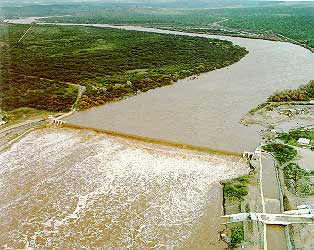
Das Stauwehr bei Hochwasser

Das Stauwehr Granite Reef (englisch Granite Reef Diversion Dam) ist ein Wehr im Maricopa County, Bundesstaat Arizona, USA. Es staut den Salt River und dient der Umleitung von Wasser in den Arizona und Southern Canal. Das Wehr liegt ca. 6,4 km (4 miles) unterhalb des Zusammenflusses von Salt und Verde River; der Großraum Phoenix befindet sich ungefähr 35 km (22 miles) westlich des Wehrs.
Das Wehr ist im Besitz des United States Bureau of Reclamation (USBR) und wird auch vom USBR betrieben.

## Geschichte
Im April 1905 wurde der Arizona Dam, ein Vorläufer des heutigen Wehrs durch Fluten beschädigt. Daraufhin wurde das Stauwehr Granite Reef als gemeinsames Wehr für den auf der nördlichen Seite gelegenen Arizona Canal sowie den auf der südlichen Seite gelegenen Southern Canal geplant. Mit dem Bau des Wehrs wurde im Oktober 1906 begonnen. Es wurde im Mai 1908 fertiggestellt.

## Absperrbauwerk
Das Absperrbauwerk ist eine Staumauer aus Beton mit einer Höhe von 8,8 m (29 ft) über der Gründungssohle. Die Mauerkrone liegt auf einer Höhe von 399 m (1310 ft) über dem Meeresspiegel. Die Länge der Mauerkrone beträgt 344 m (1128 ft). Das Volumen des Bauwerks beträgt 26.759 m³ (35.000 cubic yards).